# U-63 (1939)
| U-63                       | U-63                                               | U-63                                               |
| -------------------------- | -------------------------------------------------- | -------------------------------------------------- |
|                            |                                                    |                                                    |
|                            |                                                    |                                                    |
|                            |                                                    |                                                    |
| Під прапором               | Третій рейх                                        | Третій рейх                                        |
| Порт приписки              | Гельґоланд                                         | Гельґоланд                                         |
| Спуск на воду              | 6 грудня 1939                                      | 6 грудня 1939                                      |
| Виведений зі складу флоту  | 25 лютого 1940                                     | 25 лютого 1940                                     |
| Сучасний статус            | затоплений                                         | затоплений                                         |
| Проєкт                     |                                                    |                                                    |
| Тип ПЧ                     | Малий ДПЧ                                          | Малий ДПЧ                                          |
| Основні характеристики     |                                                    |                                                    |
| Швидкість (надводна)       | 12 вузлів                                          | 12 вузлів                                          |
| Швидкість (підводна)       | 7 вузлів                                           | 7 вузлів                                           |
| Гранична глибина занурення | 150 м                                              | 150 м                                              |
| Екіпаж                     | 25 осіб                                            | 25 осіб                                            |
| Розміри                    |                                                    |                                                    |
| Довжина найбільша (по КВЛ) | 43,9 м                                             | 43,9 м                                             |
| Ширина корпусу найб.       | 4,08 м                                             | 4,08 м                                             |
| Висота                     | 8,4 м                                              | 8,4 м                                              |
| Середня осадка (по КВЛ)    | 3,82 м                                             | 3,82 м                                             |
| Водотоннажність надводна   | 291 т                                              | 291 т                                              |
| Озброєння                  |                                                    |                                                    |
| Артилерія                  | 1 × 2 cm/65 C/30 (1000 снарядів)                   | 1 × 2 cm/65 C/30 (1000 снарядів)                   |
| Торпедно- мінне озброєння  | 3 TA 5 торпед або 18 мін (за іншими даними ТМА 12) | 3 TA 5 торпед або 18 мін (за іншими даними ТМА 12) |

U-63 — малий німецький підводний човен типу II-C для прибережних вод, часів другої світової війни. Заводський номер 262.
Введений у стрій 18 січня 1940 р. під командуванням оберлейтенанта-цур-зее Гюнтера Лоренца і зарахований у 1-шу флотилію. Здійснив 1 бойовий похід, потопив одне судно (3840 брт). Загинув 25 лютого 1940 р. поблизу Шетлендских островів внаслідок атаки трьох британських есмінців «Ескорт», «Інглефілд» і «Аймоген» у взаємодії з ПЧ «Нарвал». Загинув один член екіпажу, 24 особи врятовано.

## Затоплені судна
| Ім'я   | Тип            | Належність | Дата           | Тоннаж (БРТ) | Вантаж             | Статус    | Місце                                                     |
| Santos | вантажне судно | Швеція     | 24 лютого 1940 | 3 840        | генеральний вантаж | затоплено | 59°17′ пн. ш. 0°42′ зх. д. / 59.283° пн. ш. 0.700° зх. д. |